# Hindenburg (Schiff, 1944)

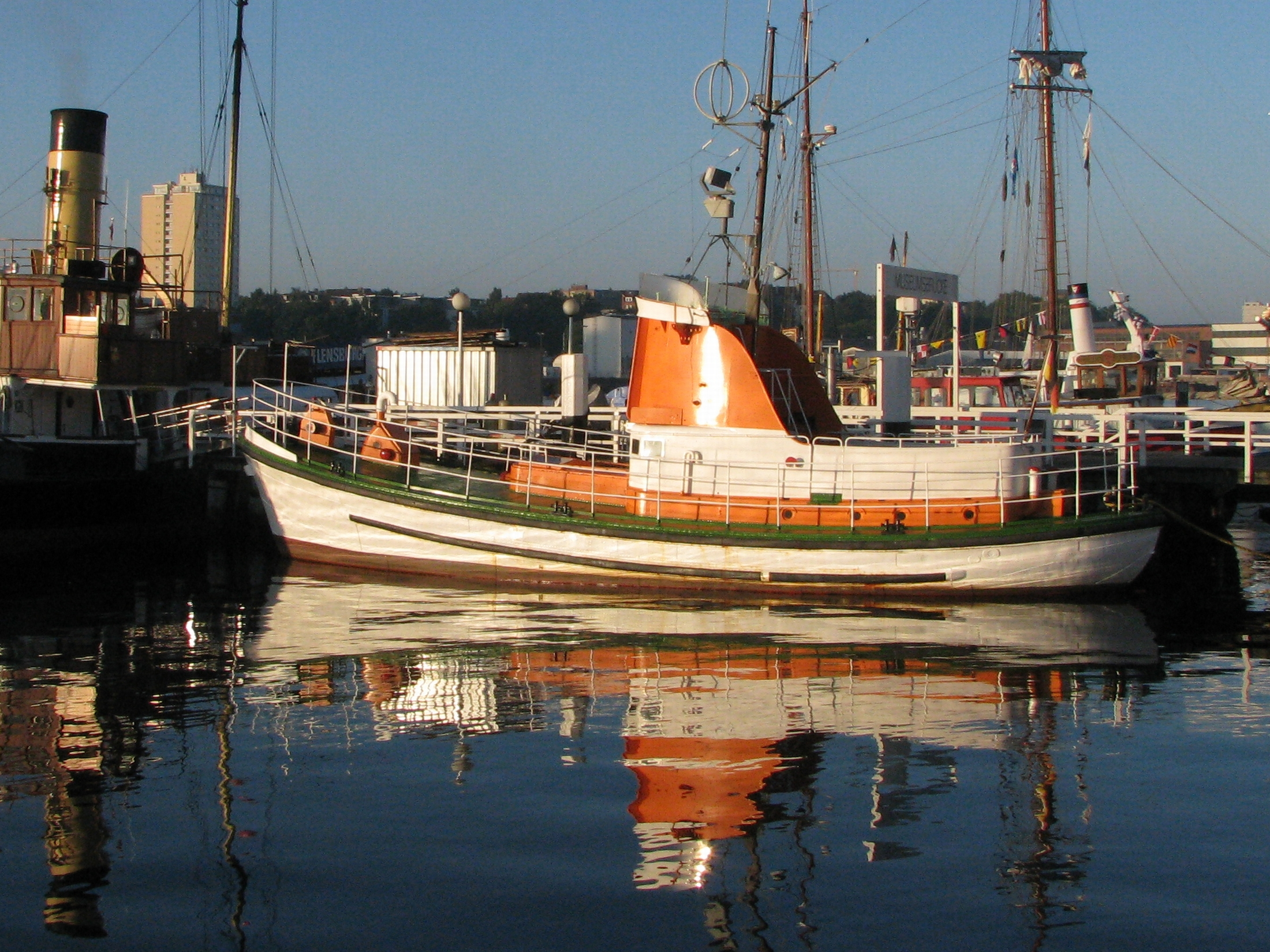
Museumsschiff „Hindenburg“ 1944 in Dienst gestellt, ehemaliges Motorrettungsboot MRB Hindenburg der DGzRS

Die Hindenburg (intern auch Hindenburg IV) mit der DGzRS-Kennung KRA 101 ist ein ehemaliges Motorrettungsboot der Deutschen Gesellschaft zur Rettung Schiffbrüchiger (DGzRS). Der Stapellauf des Boots in Stahlbauweise fand 1944 auf der Werft August Pahl am Köhlfleet in Hamburg statt; das 17,5 Meter lange Schiff wurde noch im selben Jahr in Dienst gestellt.

## Bootsname
Den Namen Hindenburg trugen zuvor drei weitere Motorrettungsboote der DGzRS:
- Hindenburg [I] (1925–1932),[1] ein 14-Meter Stahlboot
- Hindenburg [II] (1937–1940)[2] ein 16,6 Meter Holzboot
- Hindenburg [III], ein im Jahr 1942 gebautes Boot der 13-m-Klasse, das 1944 in Ulrich Steffens (II) umgetauft wurde und 1947 den Namen Spiekeroog erhielt.[3]

## Schiffsdaten
Wie bei den letzten im Krieg gebauten Booten besaß auch die Hindenburg einen Turmaufbau, der dem Vormann einen besseren Überblick ermöglichte. Im Rahmen einer Überholung wurde das Schiff 1961 mit einem größeren Turm ausgestattet. Als Antriebsquelle besaß das Großmotorrettungsboot zwei Motoren mit je 150 PS und verfügte dementsprechend über eine Ausrüstung mit zwei Schrauben. Damit erreichte die Hindenburg eine Geschwindigkeit von ca. 10 Knoten.

## Einsatz bei der DGzRS
Während der letzten Kriegsphase wurde die Hindenburg wie alle größeren Einheiten der DGzRS für Such- und Bergungsdienste beim Seenotdienst der Luftwaffe in Cuxhaven eingesetzt. Ab dem 22. Dezember 1944 übernahm Peter Hartmann als Vormann und Kapitän in Cuxhaven das seinerzeit größte und modernste Seenotrettungsboot der DGzRS. Insgesamt wurden 800 Menschen mit der Hindenburg gerettet.
Das Boot war nacheinander an vier Orten stationiert:
- Cuxhaven: 22. Dezember 1944 – 13. Juni 1958
- Dithmarschen: 14. Juni 1958 – 10. April 1960
- List (Insel Sylt): 22. Juni 1960 – 14. Juli 1969
- Nordstrand: 15. Juli 1969 – Januar 1979

## Museumsschiff
Zum 30. März 1979 ging das Boot an den Förderkreis des Kieler Schifffahrtsmuseums über und gehört seit 1981 zum Schifffahrtsmuseum Kiel. Die Hindenburg liegt an der Museumsbrücke des Kieler Schifffahrtsmuseums.

## Instandsetzung
Nach Umbauten am Schiffsaufbau in den 1960er Jahren erfolgte die letzte Instandsetzung in den derzeitigen Zustand bei der Schiffswerft Laboe; die Instandsetzung erforderte aufgrund aufwändiger Arbeiten eine 6-monatige Bauzeit und eine Finanzierung auch durch Spender und Förderer.